# Nsumbu-Nationalpark
Der Nsumbu-Nationalpark, in den Distrikten Mpulungu und Nsama in Sambia, umfasst 2000 km² und liegt mit einem Uferbereich von 100 Kilometern Länge südwestlich am Tanganjikasee.

## Geografie
Das Gebiet bietet weite Sandstrände, hohe Granitklippen, ruhige Buchten und dunkle Täler, von denen eines der Fluss Lufubu 300 Meter tief gegraben hat, welcher die Ostgrenze des Parkes bildet und in den See mündet. Die Vegetation besteht überwiegend aus Combretum-Dickicht, wilden Feigen und Schirmakazien.
Westlich von Nsumbu befinden sich die Game Management Areas Tondwa (54.000 ha) und Kaputa (360.000 ha).

## Ökologie
Die Artenvielfalt ist noch weit gefasst und die Bestände der im Nsumbu-Nationalpark beheimateten Tiere erholen sich, darunter sind Säbelantilopen, Gnus, Eland-Antilopen, Impalas, Buschböcke, Wasserböcke, Schilfböcke, Zebras, Büffel, Elefanten, Löwen, Leoparden, Warzenschweine, Hyänen, Schakale, Krokodile und Nilpferde. Dazu kommt eine Reihe großer Vogelarten wie Flamingo und Seeadler.

## Tourismus
Nsumbu ist fast unerreichbar: 1363 Kilometer von Lusaka sind nicht nur eine enorme Strecke, sondern am Ende auch nur schwer zu befahren. Schon An- und Abreise beanspruchen jeweils einige Tage. Ein Flug ist von Lusaka oder Ndola nach Kasaba Bay/Nkamba Bay Airport mit gecharterter Cessna möglich, dort aber muss man abgeholt werden, ebenso wenn man mit einem Boot von Mpulungu startet, das auch erst einmal erreicht werden muss – was mit der MS Liemba von Tanzania Railways noch am besten möglich ist, aber auch über die asphaltierte Straße über Kasama und Mbala.